# Lepidion ensiferus
Lepidion ensiferus är en fiskart som först beskrevs av Günther, 1887.  Lepidion ensiferus ingår i släktet Lepidion och familjen Moridae. Inga underarter finns listade i Catalogue of Life.